# وادي الجوف
وادي الجوف هو واد في تهامة بلقرن تسيل مياهه من سراة بلقرن وسراة بني عمرو ومن جبال البيضاء باتجاه الغرب حتى يلتقي مع وادي الجفن في قرن الماء، ومن ثم يبدأ وادي يبة الشهير.